# Sección (geometría)

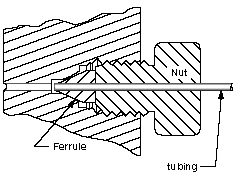
Vista de la sección longitudinal de una pieza.

En geometría descriptiva, la sección de un sólido es la intersección de un plano con dicho sólido. Existen dos tipos especiales de sección; la sección longitudinal, cuando el plano de corte α es paralelo al eje principal del sólido K, y la sección transversal cuando el plano α es perpendicular al eje del sólido K.
Las secciones suministran información de todos los elementos que aparecen ocultos en la planta y alzados principales, siendo de gran utilidad en las representaciones gráficas de elementos arquitectónicos y de ingeniería. Formando parte, casi imprescindible, de los planos de todo proyecto técnico.